# Liste des cathédrales de Croatie
Cet article recense les cathédrales de Croatie.

## Liste
- Cathédrale Sainte-Thérèse-d’Avila (en) de Bjelovar (Église catholique romaine)
- Cathédrale Saint-Dimitri (en) de Dalj (Église orthodoxe serbe)
- Cathédrale Saint-Pierre de Đakovo (Église catholique romaine)
- Cathédrale de l’Assomption-de-la-Vierge-Marie de Dubrovnik (Église catholique romaine)
- Cathédrale de l’Annonciation-de-Marie (en) de Gospić (Église catholique romaine)
- Cathédrale Saint-Étienne (en) de Hvar (Église catholique romaine)
- Cathédrale Saint-Nicolas (en) de Karlovac (Église orthodoxe serbe)
- Ancienne cathédrale Saint-Marc de Korčula (Église catholique romaine)
- Cocathédrale de la Sainte-Croix (en) de Križevci (Église catholique romaine)
- Cathédrale de la Sainte-Trinité (en) de Križevci (Église grecque-catholique croate)
- Cathédrale de l’Assomption (en) de Krk (Église catholique romaine)
- Co-cathédrale d’Osijek (Église catholique romaine)
- Cathédrale Sainte-Thérèse-d’Avila (en) de Požega (Église catholique romaine)
- Cathédrale Saint-Guy de Rijeka (Église catholique romaine)
- Cathédrale Sainte-Euphémie de Rovinj (Église catholique romaine)
- Cocathédrale de l’Assomption-de-Marie (en) de Senj (Église catholique romaine)
- Cathédrale Saint-Jacques de Šibenik (Église catholique romaine)
- Cathédrale de l'Exaltation-de-la-Sainte-Croix (en) de Sisak (Église catholique romaine)
- Cathédrale Saint-Domnius de Split (Église catholique romaine)
- Cocathédrale Saint-Pierre (en) de Split (Église catholique romaine)
- Cathédrale de l’Assomption-de-la-Vierge-Marie (en) de Varaždin (Église catholique romaine)
- Cathédrale Sainte-Anastasie de Zadar (Église catholique romaine)
- Cathédrale Notre-Dame-de-l’Assomption de Zagreb (Église catholique romaine)
- Cocathédrale Saint-Cyrille-et-Saint-Méthode (en) de Zagreb (Église grecque-catholique croate)
- Cathédrale de la Transfiguration de Zagreb (Église orthodoxe serbe)